# Изенберг, Константин Васильевич
Константин Васильевич Изенберг (29 ноября 1859 — 1 августа 1911, Санкт-Петербург) — русский художник-акварелист и скульптор.

## Биография

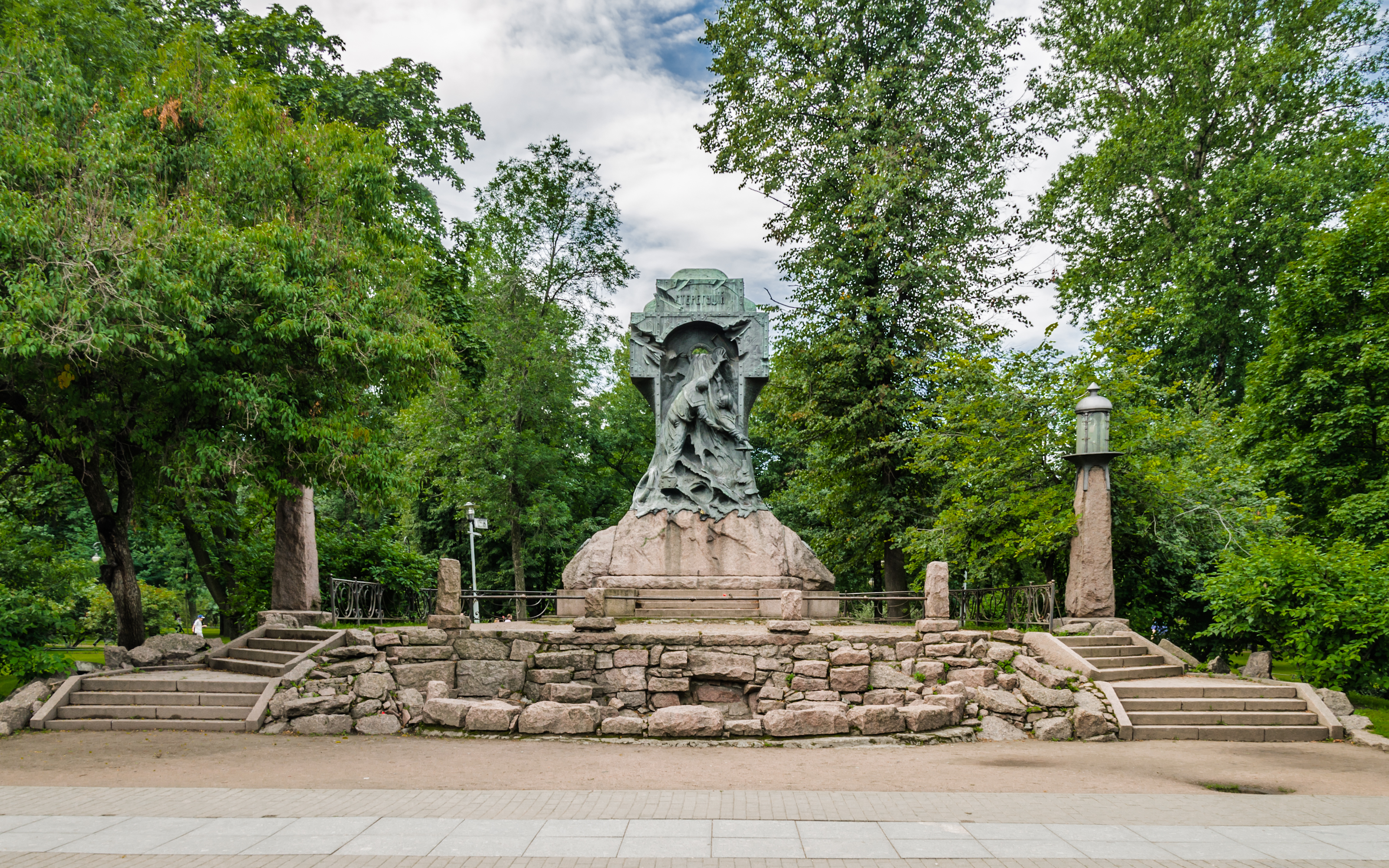
Мемориальная композиция миноносцу «Стерегущий»

Родился в семье военного врача. С 1870 года учился в училище при кирхе Св. Анны, где окончил пять классов. Закончил Училище технического рисования барона Штиглица. Затем окончил Академию художеств по классу ваяния И. А. Лаверецкого. Создавал памятники и жанровые скульптурные композиции, много занимался книжной иллюстрацией и акварелью, оформлял театральные декорации к спектаклям и т.д.
Самое известное произведение скульптора — памятник экипажу миноносца «Стерегущий», геройски погибшему 26 февраля 1904 года во время русско-японской войны 1904—1905 гг. Был торжественно открыт 10 (23) мая 1911 года в восточной части Александровского парка, рядом с Каменноостровским проспектом. Авторами проекта были К. В. Изенберг и архитектор А. И. фон Гоген, расчёты бетонного фундамента выполнил профессор Института гражданских инженеров В. Н. Соколовский, отлил пятиметровую скульптурную композицию в бронзе литейщик В. З. Гаврилов. Памятник изображает двух матросов, открывающих кингстоны, так как известно, что матросы В. Новиков и И. Бухарев затопили корабль, чтобы он не достался врагу. За эту работу К. Изенбергу был пожалован орден Св. Владимира IV степени.

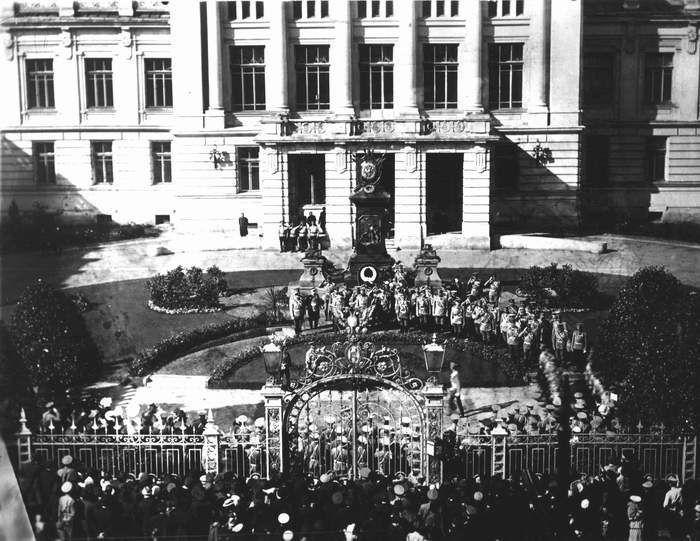
Открытие памятника павшим питомцам Николаевской академии Генерального штаба. Суворовский пр., д.32. 1909 г. Ск. К. В. Изенберг. (Не сохранился)

2 сентября 1909 года был торжественно открыт ещё один памятник работы К. В. Изенберга — памятник павшим питомцам Императорской Николаевской академии Генерального штаба, установленный перед зданием Академии в Санкт-Петербурге. Демонтирован и уничтожен в 1930 году. В 2020 году копия этого памятника установлена перед зданием Военной академии Генерального штаба Вооружённых сил Российской Федерации в Москве.
Известны также бронзовая статуя черногорского князя Николы Петровича (в настоящее время находится в Цетине в Черногории). В 1903 году перед Гостиным двором в Санкт-Петербурге к 200-летию города был установлен бюст императора Петра I работы К. В. Изенберга, утраченный после 1917 года. Бронзовая композиция «Гаолян», посвящённая сражению при Ляояне, хранится в Военно-историческом музее артиллерии, инженерных войск и войск связи, а скульптура «Тяжёлый крест» — в  Государственном музее истории религии.
Был похоронен на Волковском лютеранском кладбище; могила утрачена.
Сын — Владимир Константинович Изенберг (1895—1969) — скульптор, художник. В 1954 году руководил работами по реставрации памятника «Стерегущему».